# Солёная лакрица
Солёная лакрица (фин. salmiakki, швед. saltlakrits) — кондитерский продукт. Изготавливается из корневища солодки (Glycyrrhiza glabra) с добавлением хлорида аммония. Изделия могут покрываться сахаром. Споры об авторстве ведутся между Нидерландами, Великобританией и Финляндией.

## История
История корня солодки, из которого впоследствии добывают лакрицу, насчитывает несколько тысячелетий. Однако то, что сегодня нам известно под названием «солёная лакрица», до XVIII века считалось лекарственным средством. Как правило, корень солодки использовался при простудных, а также желудочных заболеваниях. Упоминание о нём можно найти в традиционных китайских травниках, а также в египетских папирусах. Ученые обнаружили солодку в усыпальнице фараона, во время раскопок гробницы Тутанхамона (1347—1339 до н. э). Древнегреческие и римские врачи отдавали предпочтение корню солодки как лекарству от кашля, простуды и катара (воспаление слизистой оболочки). Во времена эпохи Ренессанса лакрица стала «народным» лекарством. В справочнике по ботанике XVII века подробно описано растение солодка и область применения её сока, добываемого из корня. В русской кухне лакрицу добавляли в основном в моченые продукты: яблоки, морошку, бруснику. Однако, впоследствии она была заменена сахаром. Добавление соли в лакричную массу достаточно популярно в Нидерландах, Германии, Финляндии и других северных странах.

## Название
Наибольшей популярностью лакричная продукция с добавлением соли пользуется в северных странах. Поэтому, в каждой из них существует свое название:
- Salmiakk/salt lakris (Норвегия);
- Salmiak/Salzlakritz (Германия);
- Salmiak/zoute drop/zwart wit-poeder (Нидерланды);
- Salmiak/saltlakrids (Дания);
- Salmiaku/sala lakrica (Латвия);
- Salmiak/saltlakrits (Швеция);
- Salmiaak/soolane lagrits (Эстония);
- Salmiak/saltlakkris (Исландия);
- Salmiakki (Финляндия).[5]

## Применение
Солёная лакрица — это продукт на основе экстракта корня солодки с добавлением хлорида аммония и пищевой соли. В большинстве случаев соленая лакрица обладает ярко выраженным чёрным цветом, который достигается путем добавления древесного угля. Касательно остальной цветовой гаммы, то она ограничена белым и серым цветами. Солёная лакрица существует в виде самостоятельного продукта — конфет, а также как и добавка в мороженое, шоколад, алкоголь, жевательную резинку.

## Процесс изготовления
Процесс изготовления продукции на основе солёной лакрицы остается неизменным годами. За основу берутся корни солодки. Затем они подвергаются первичной обработке (их моют, чистят, сушат, натирают на тёрке и варят в воде). Как результат, на первом этапе получается густая жидкость, визуально имеющая чёрный цвет, которую, до момента её застывания, распределяют по соответственным формам. На следующей стадии производства полученную застывшую массу лакрицы сперва измельчают, а затем растворяют в горячей воде. Для получения вкуса, который характерен для различных сортов лакрицы, содержание экстракта солодки должно быть не менее трёх процентов от общей массы продукции. Затем следует добавление таких ингредиентов как соль, глюкозный сироп, различные ароматизаторы. Для сохранения формы и предотвращения слипания между собой добавляют пшеничную муку, модифицированный крахмал или желатин. Консистенция лакрицы и её способность принимать форму регулируют с помощью добавления крахмала или желатина.

## Противопоказания
Препараты на основе растения, а также пищевые продукты с солодкой (лакрицей) категорически запрещено употреблять в пищу беременным и женщинам в период грудного вскармливания. Вред солодки (лакрицы) может выразиться в проявлении тяжелой аллергической реакции на вещества, которые входят в состав растения. Конфеты с солёной лакрицей не рекомендованы людям с нарушением водно-солевого баланса, болезнями почек, гипертонией.

## Галерея
- Шоколад с лакрицей